# Mesochorus abraxator
Mesochorus abraxator är en stekelart som beskrevs av Schwenke 1989. Mesochorus abraxator ingår i släktet Mesochorus och familjen brokparasitsteklar. Inga underarter finns listade i Catalogue of Life.